# Stibeutes pilosus
Stibeutes pilosus là một loài tò vò trong họ Ichneumonidae.